# Bangladesh Cricket League 2023/24
Die Bangladesh Cricket League 2023/24 war die achte Ausgabe des bangladeschischen First-Class-Cricket-Wettbewerbes. Die East Zone gewann das Wettbewerb.

## Format
Am Wettbewerb nahmen vier Mannschaften teil, die in einer Gruppe jeder gegen jeden einmal spielt. Für einen Sieg erhielt ein Team zunächst 8 Punkte sowie einen Zusatzpunkt, wenn mit einem Innings Vorsprung gewonnen wurde. Wurde kein Ergebnis erreicht und endete das Spiel in einem Remis, bekamen beide Mannschaften 2 Punkte. Für ein Unentschieden gab es vier Punkte. Des Weiteren war es möglich das Mannschaften Punkte abgezogen bekommen, wenn sie beispielsweise zu langsam spielten oder der Platz nicht ordnungsgemäß hergerichtet war. Meister wurde die Mannschaft mit den meisten Punkten.

## Resultate
Tabelle
| Teams        | Sp. | S | N | U | R | WI | Punkte |
| ------------ | --- | - | - | - | - | -- | ------ |
| East Zone    | 3   | 2 | 0 | 0 | 1 | 1  | 19     |
| Central Zone | 3   | 1 | 1 | 0 | 1 | 0  | 10     |
| North Zone   | 3   | 0 | 1 | 0 | 2 | 0  | 4      |
| South Zone   | 3   | 0 | 1 | 0 | 2 | 0  | 4      |

Spiele
| 5. – 8. Dezember Scorecard | Chittagong | East Zone 402 (134.1) & 249-6d (67.3) | – | South Zone 282 (97.2) & 80-3 (16) |
|                            |            | Remis                                 |   |                                   |

| 5. – 8. Dezember Scorecard | Sylhet | Central Zone 281 (68,4) & 54-0 (11) | – | North Zone 277 (72) |
|                            |        | Remis                               |   |                     |

| 11. – 14. Dezember Scorecard | Sylhet | North Zone 219 (74.3) & 345-7d (95) | – | South Zone 243 (94.2) & 172-8 (71) |
|                              |        | Remis                               |   |                                    |

| 11. – 14. Dezember Scorecard | Chittagong | Central Zone 280 (88.4) & 125 (38.2) | – | East Zone 257 (80.1) & 149-3 (43.2) |
|                              |            | East Zone gewinnt mit 7 Wickets      |   |                                     |

| 18. – 21. Dezember Scorecard | Dhaka | South Zone 214 (68.3) & 49 (25)     | – | Central Zone 248 (74) & 16-0 (1) |
|                              |       | Central Zone gewinnt mit 10 Wickets |   |                                  |

| 18. – 21. Dezember Scorecard | Sylhet | North Zone 108 (34.3) & 132 (38)                 | – | East Zone 352 (95.4) |
|                              |        | East Zone gewinnt mit einem Innings und 112 Runs |   |                      |